# نجات اعتابو
نجات اَعتابو (متولد ۱۹۶۰ (۶۴ سال)، خمیسست، مراکش) خواننده، ترانه‌سرا، آهنگساز مراکشی است.
آهنگ او با عنوان «گول الحق الموت کاینه» در سال ۲۰۰۴ توسط کمیکال برادرز در آهنگ Galvanize نمونه‌برداری شد.

## اوایل زندگی
نجات اعتابو در ۹ مه ۱۹۶۰ در خمیسات، مراکش، در خانواده‌ای از طبقه پایین با پنج برادر و چهار خواهر به دنیا آمد. او از کودکی رؤیای وکیل شدن را در سر داشت، اما زندگی‌اش مسیر دیگری را برایش رقم زد. آواز خواندن بزرگ‌ترین علاقه او بود و هر روز صبح با خواندن آهنگ به مدرسه می‌رفت.
در سیزده‌سالگی، به‌طور مخفیانه از پنجره اتاقش بیرون می‌رفت و در عروسی‌های محلی و مهمانی‌های مدرسه، در ازای دریافت پول، آواز می‌خواند. در یکی از این مهمانی‌ها، یکی از دوستانش صدای او را ضبط کرد. این نوار به‌صورت غیرقانونی در سراسر مراکش پخش شد و آهنگ J'en ai marre (به معنی دیگر بس است به زبان فرانسوی) محبوبیت زیادی پیدا کرد.
با این حال، خانواده‌اش خیلی زود متوجه فعالیت او شدند و با خوانندگی‌اش مخالفت کردند. برادرانش تهدید کردند که اگر به این مسیر ادامه دهد، او را خواهند کشت.نجات که ترسیده بود، تصمیم گرفت از خانه فرار کند. او به مغازه‌ای که موسیقی پخش می‌کرد پناه برد، زیرا فکر می‌کرد آنجا برایش امن‌تر است.
همان روز، به‌طور اتفاقی، مصطفی المیلس، یک تهیه‌کننده معروف موسیقی مراکشی، پس از شنیدن آهنگ "J'en ai marr"، به دنبال او رفت. مصطفی از او حمایت کرد و از او خواست که به کازابلانکا، یکی از شهرهای بزرگ مراکش، نقل مکان کند. نجات که چاره‌ای نداشت، به کازابلانکا رفت و سه سال را در آنجا، در خانه مادر مصطفی المیلس، زندگی کرد.
پس از سه سال، خانواده‌اش او را پیدا کردند و در نهایت با انتخابش کنار آمدند و اجازه دادند در دنیای موسیقی بماند.

## پیشه
نجات اعتابو به‌عنوان خواننده و ترانه‌سرای موسیقی چابی، داستان‌های زنان مدرن مراکشی را روایت می‌کرد و سعی داشت وضعیت فمینیسم را در کشورش بهبود ببخشد.
در سال ۱۹۹۲، بزرگ‌ترین موفقیت خود را با آهنگ هادی کدبا بینا به دست آورد که دربارهٔ زنی است که شوهرش به او خیانت کرده است. این عنوان به معنای این دروغ آشکار است می‌باشد.
یکی دیگر از آهنگ‌های معروف او چوفی غیره، دربارهٔ زنانی است که با مردان متأهل رابطه دارند، موضوعی که در مراکش غیرقانونی است. این آهنگ در سال ۱۹۸۴ منتشر شد و به زبان عربی به معنای برو مرد دیگری را پیدا کن است. آهنگ‌های نجات اعتابو بحث‌های اجتماعی و سیاسی زیادی در مراکش ایجاد کردند و نقش مهمی در پیشبرد حقوق زنان در این کشور داشتند. او به سه زبان عربی مراکشی، بربری و فرانسوی می‌خواند.
اعتابو همچنین یکی از شخصیت‌های مستند مراکش سوئینگ است که دربارهٔ دو نسل از خوانندگان مراکشی ساخته شده است.

## زندگی شخصی
نجات اعتابو با حسن دیکوک، تهیه‌کننده موسیقی مراکشی، ازدواج کرده و سه فرزند دارد.
او در حال حاضر در یک کلبه در جنوب فرانسه زندگی می‌کند.

## آلبوم‌ها
- 1991: صدای اطلس (به سبک گلوب)
- 1997: دختران روستایی و زنان شهرستانی (Rounder/Universal)
- 1998: Najat Aâtabou (La Fa Mi)
- 2001: La Diva marocaine (La Fa Mi)